# Xingtian

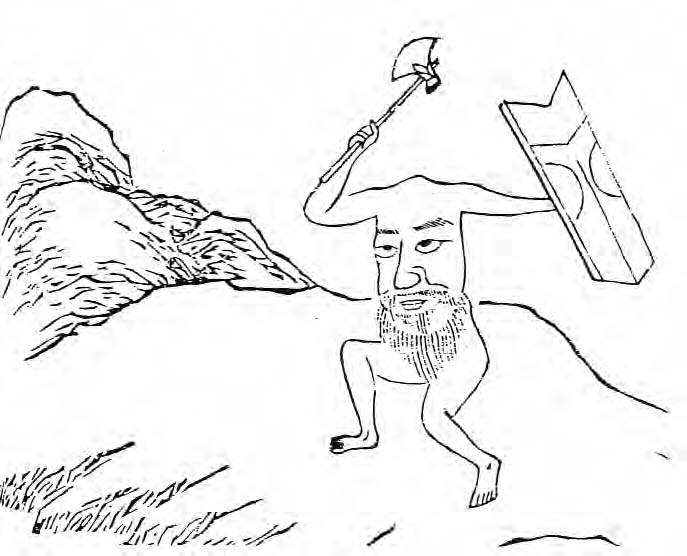
Xingtian, dibujo de Jiang Yinghao, siglo XVII

Xingtian (en chino tradicional, 刑天; en chino simplificado, 刑天; pinyin, Xíngtiān; literalmente, ‘Cielo castigador’) es una deidad china que lucha contra la Divinidad Suprema, el Emperador amarillo, sin darse por vencido incluso después de ser decapitado. 
Según el relato tradicional, al perder la lucha por la supremacía, fue decapitado y su cabeza enterrada en la montaña Changyang. Sin embargo, aun sin cabeza, con un escudo en una mano y un hacha de guerra en la otra, continúa la lucha, usando sus pezones como ojos y su ombligo como boca.

## Descripción
Xingtian era un funcionario del emperador Yan. El emperador Yan luchó contra el emperador Huang por el puesto de Divinidad Suprema, pero perdió el conflicto. Xingtian continuó la lucha aún después de la caída del emperador Yan, pero fue a su vez derrotado y decapitado por el emperador Huang. Finalmente, se regeneró y continuó su desafío, que se expresó mediante una danza marcial.

## Literatura
Xingtian aparece en el capítulo 7 del Clásico de las montañas y los mares, donde se afirma que luchó y perdió contra el dios supremo para convertirse en la divinidad suprema. El dios decapitó a Xingtian y enterró su cabeza en la montaña Changyang. Sin embargo, Xingtian perseveró, usando sus pezones como ojos, usando su ombligo como boca y blandiendo su escudo y su hacha. El Shanhaijing afirma lo siguiente:

Xingtian y el Dios Supremo Di llegaron a ese lugar y lucharon entre ellos por el poder supremo. El Dios Supremo le cortó la cabeza a Xingtian y lo enterró en la Montaña Eternamente Auspiciosa. Los pezones de Xiangtian se transformaron en ojos y su ombligo se convirtió en una boca. Realiza una danza con un hacha y un escudo."

En el Lushi de Luo Mi del período Song del Sur, Xingtian es descrito como un ministro del emperador Yan, que componía música para los agricultores para arar y cosechar.